# Cerco de Tessalônica (676-678)

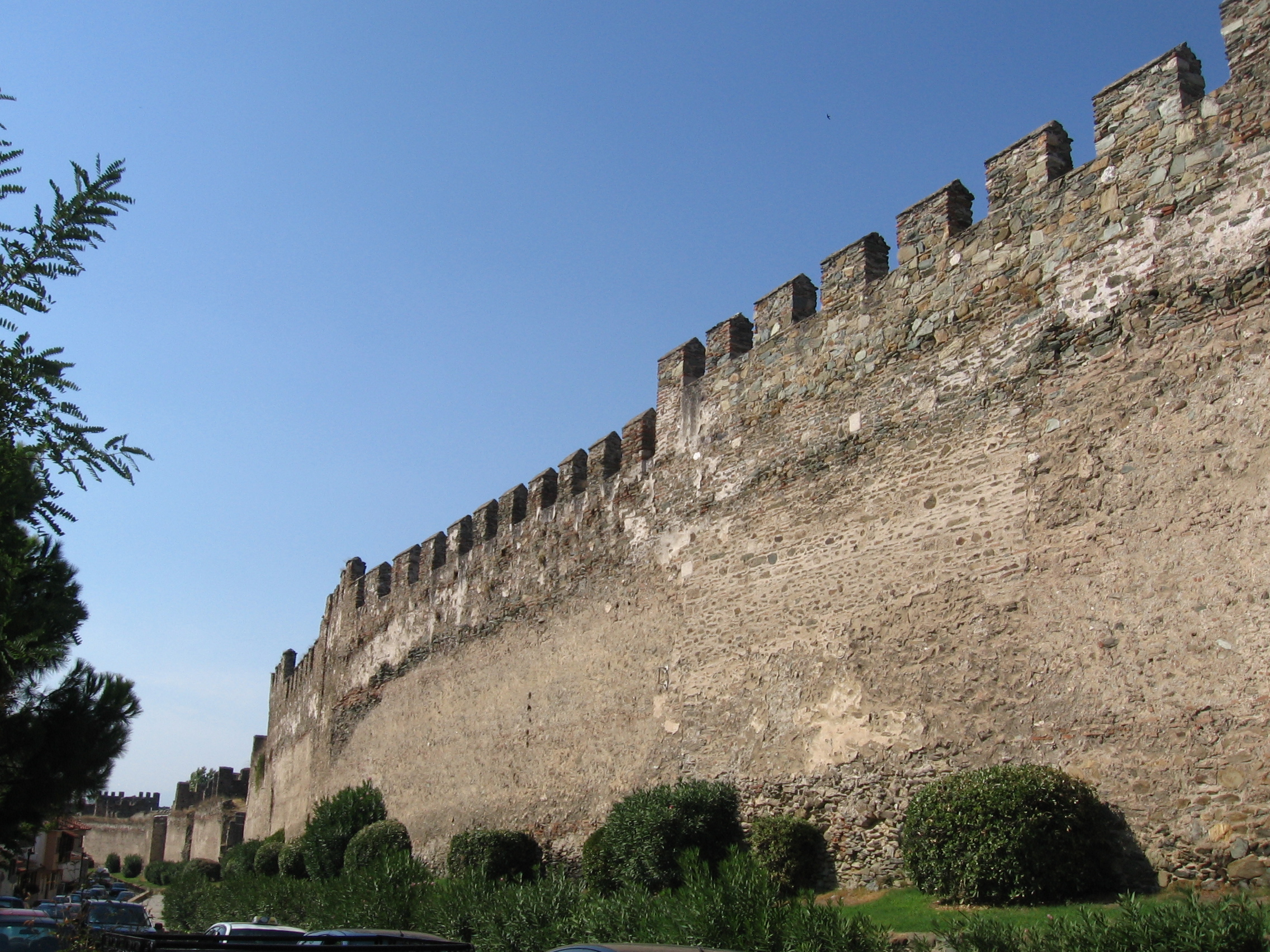
A muralha da cidade bizantina de Tessalônica.

O cerco de Tessalônica em 676–678 foi uma tentativa das tribos eslavas locais de capturar a cidade bizantina de Tessalônica, aproveitando a preocupação do Império Bizantino com o Primeiro Cerco Árabe de Constantinopla. Os eventos do cerco são descritos no segundo livro dos Milagres de São Demétrio.

## Bloqueio e fome em Tessalônica
Os eslavos bloquearam a Tessalônica por terra e invadiu seus arredores, com cada tribo recebendo uma área específica: os estrimonitas atacaram pelo leste e norte, os rinquinos pelo sul e os sagudatas pelo oeste. Três ou quatro ataques foram lançados a cada dia, tanto em terra quanto no mar, durante dois anos; todo o gado foi levado, a agricultura cessou e o tráfego marítimo foi interrompido. Qualquer um que se aventurasse pelas muralhas da cidade provavelmente seria morto ou capturado. O historiador Florin Curta comenta que os eslavos "parecem mais bem organizados do que em qualquer um dos cercos anteriores, com um exército de unidades especiais de arqueiros e guerreiros armados com fundas, lanças, escudos e espadas".

## Expedição imperial e fim do bloqueio
Apesar do fracasso do ataque e do reabastecimento bem-sucedido do abastecimento de alimentos da cidade, os eslavos continuaram com seu bloqueio e ataques, montando emboscadas ao redor da cidade, mas sua pressão sobre a própria cidade diminuiu um pouco. Sua atenção agora se voltou para o mar e lançou ataques contra o tráfego mercante marítimo. Invadiram o norte do Egeu, penetrando até mesmo nos Dardanelos e alcançando o Proconeso no Mar de Mármara.
Isso durou até que o imperador, livre de outras preocupações, ordenou que seu exército avançasse contra os eslavos (somente os estrimonitas são mencionados pelo nome doravante) através da Trácia. Lemerle assinala a surpreendente ausência de ordens semelhantes à marinha, dada a recente atividade de pirataria dos eslavos, mas considera que a expedição visava resolver o problema pela raiz, atingindo os habitats das tribos responsáveis. Os estrimonitas, que receberam notícias das intenções do imperador, tiveram tempo suficiente para preparar sua defesa, ocupando passagens e outras posições estratégicas e convocando outras tribos para ajudar. No entanto, foram derrotados de forma decisiva pelas tropas imperiais e forçados a fugir; até os assentamentos próximos a Tessalônica foram abandonados, pois os eslavos buscaram refúgio no interior. Os famintos tessalonicenses, O imperador também enviou uma frota de grãos sob forte escolta de navios de guerra, carregando 60 000 medidas de trigo para a cidade, no que Paul Lemerle considera um testemunho eloquente da capacidade renovada do governo central bizantino de intervir decisivamente nos Bálcãs após o perigo árabe havia passado. Em seguida, os eslavos solicitaram negociações de paz, cujo resultado não é mencionado.